# سیارک ۴۴۰۲
سیارک ۴۴۰۲ (به انگلیسی: 4402 Tsunemori، نامگذاری:1987DP) چهار هزار و چهارصد و دومین سیارک کشف شده‌است که در ۲۵ فوریه ۱۹۸۷ کشف شد.
قدر مطلق سیارک برابر ۱۲٫۱۰ است.